# Boissy-le-Bois
Boissy-le-Bois ist eine Commune déléguée in der französischen Gemeinde La Corne en Vexin mit 190 Einwohnern (Stand 1. Januar 2022) im Département Oise in der Region Hauts-de-France.
Die Gemeinde Boissy-le-Bois wurde am 1. Januar 2019 mit Énencourt-le-Sec und Hardivillers-en-Vexin zur Commune nouvelle La Corne en Vexin zusammengeschlossen. Sie hat seither den Status einer Commune déléguée. Die Gemeinde Boissy-le-Bois gehörte zum Arrondissement Beauvais, zur Communauté de communes du Vexin Thelle und zum Kanton Chaumont-en-Vexin.

## Geographie
Die Commune déléguée liegt rund fünf Kilometer ostnordöstlich von Chaumont-en-Vexin.

## Bevölkerungsentwicklung
| Jahr                       | 1962 | 1968 | 1975 | 1982 | 1990 | 1999 | 2006 | 2015 |
| -------------------------- | ---- | ---- | ---- | ---- | ---- | ---- | ---- | ---- |
| Einwohner                  | 125  | 106  | 103  | 130  | 137  | 166  | 184  | 194  |
| Quellen: Cassini und INSEE |      |      |      |      |      |      |      |      |

## Sehenswürdigkeiten
- Die einschiffige Kirche Notre-Dame-de-la-Nativité aus dem 11. und 12. Jahrhundert mit Wandmalereien in der Nordkapelle (vier Pestheilige), 2002 als Monument historique eingetragen.[1][2]
- Das Schloss aus dem 16. Jahrhundert, mit zylindrischem Turm, 2002 als Monument historique eingetragen.[3]

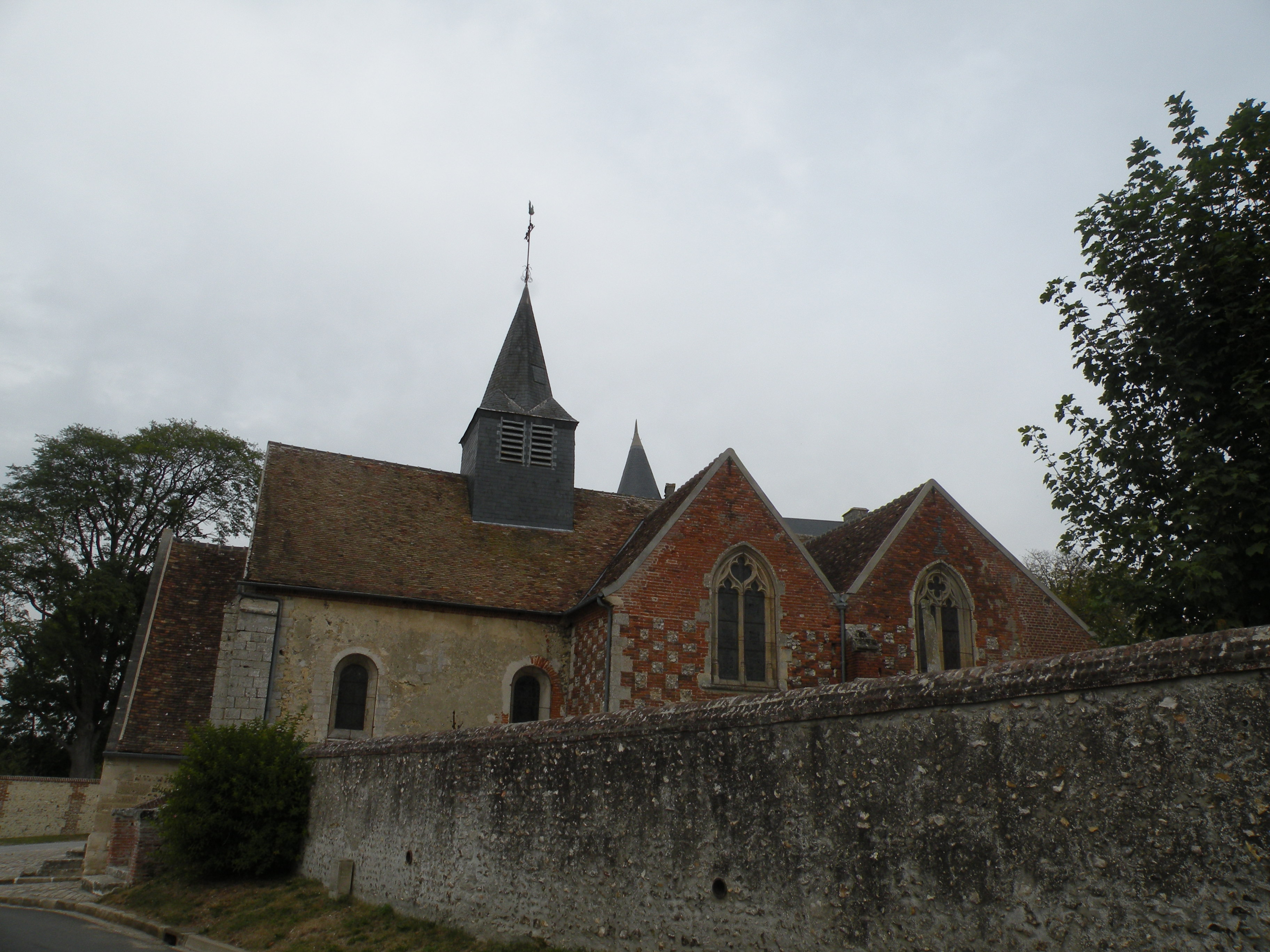
Kirche Notre-Dame-de-la-Nativité
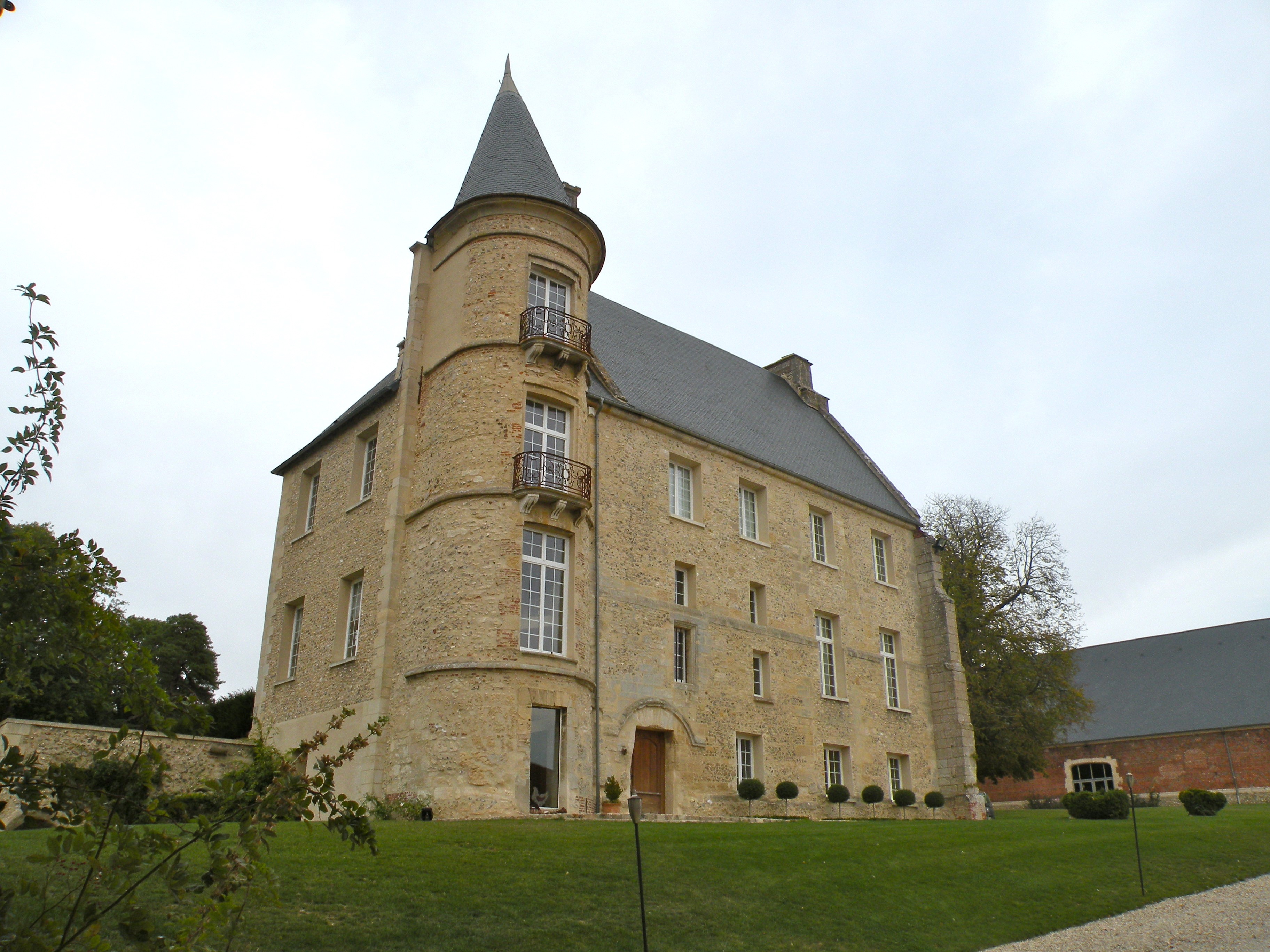
Schloss
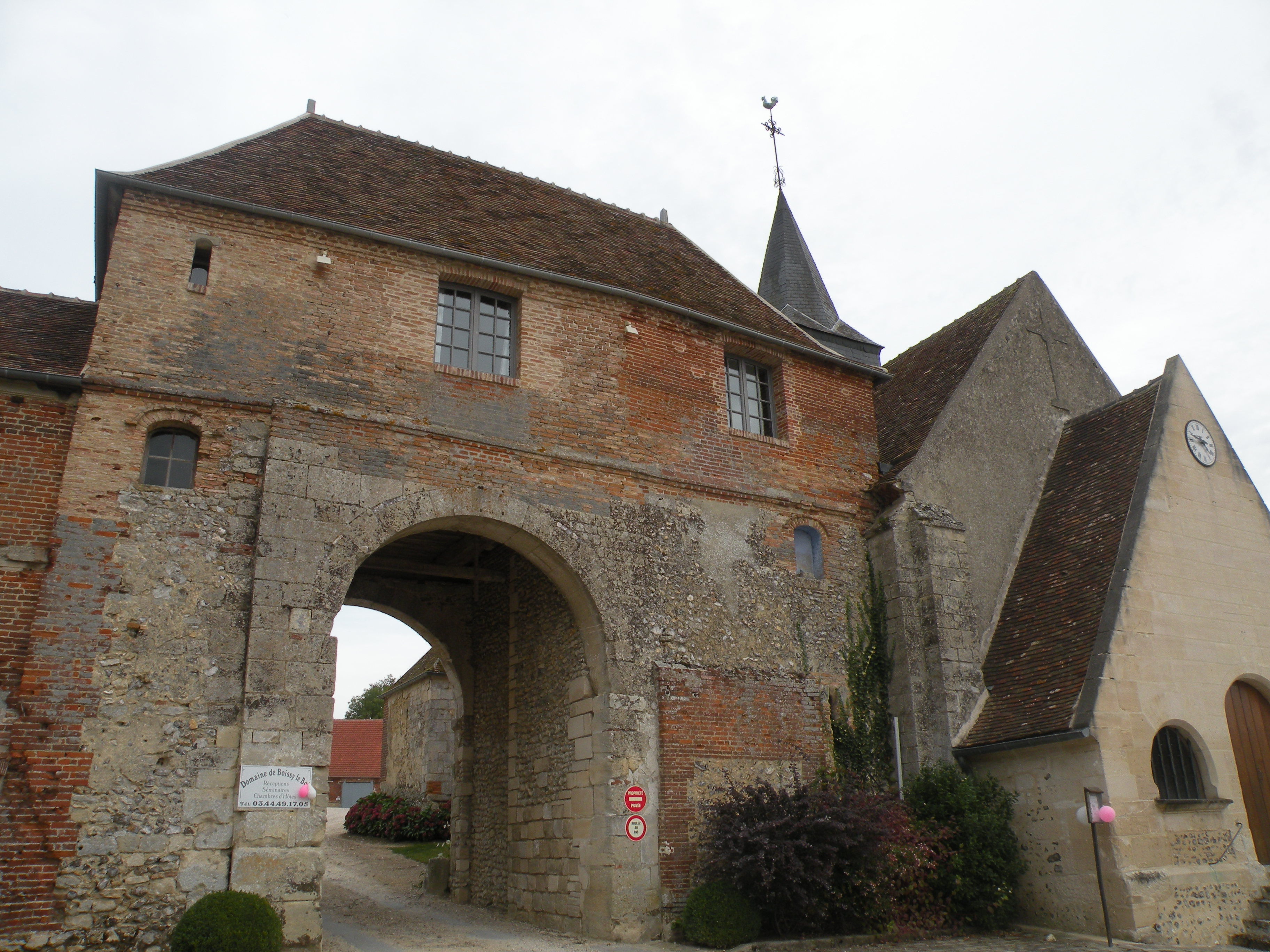
Tor zwischen Schloss und Kirche